# Духин, Аркадий
Аркадий Духин (ивр. ארקדי דוכין‎; род. 1 июня или 9 июня 1963, Бобруйск, Могилёвская область, Белорусская ССР, СССР) — израильский автор-исполнитель и музыкальный продюсер.

## Биография
Родился в Бобруйске (Могилёвская область, Белорусская ССР). В 15 лет эмигрировал в Израиль. Ныне проживает в городе Гиватаим.

### Личная жизнь
Женат на Симе Леви. Имеет двоих детей.

## Музыкальная карьера

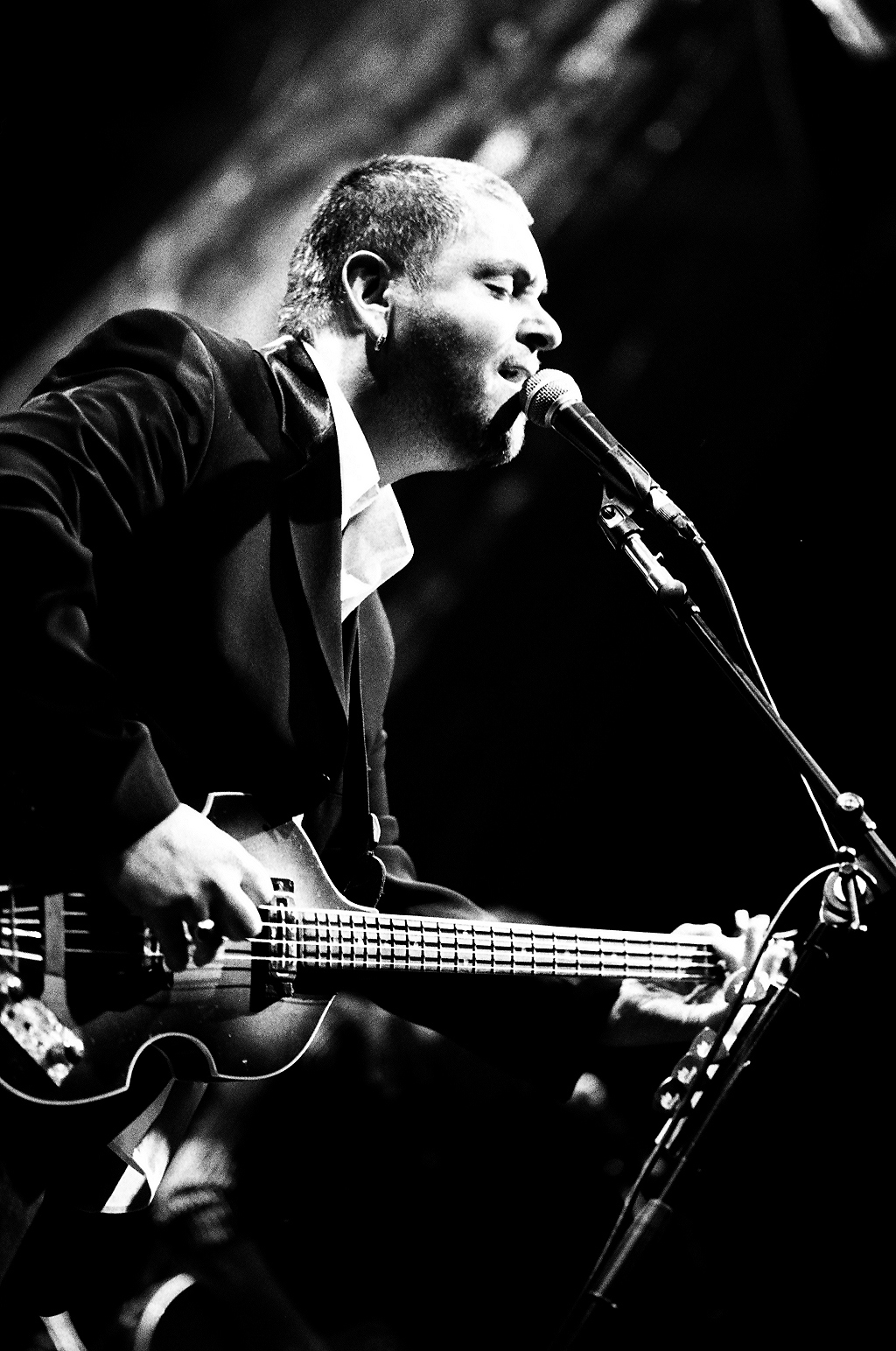
Духин в 2013 году

Духин пел в рок-группе «Ха-Хаверим шель Наташа» («Друзья Наташи»). Группа, которую он сформировал в 1986 году с Михой Шитритом, записала пять альбомов, включая альбом 1994 года «Radio Blah-Blah» (Радио-бла-бла), до распада группы в 1996 году. Дуду Фишер, Давид Д’Ор, Эран Цур и Меир Банай присоединились к группе при записи песни Lisa (Лиза) для альбома «Radio Blah-Blah».
После 9/11 Духин совместно с Эстер Анкри, Зехавой Бен, Давидом Д’Ором и другими израильскими певцами записали заглавную песню «Yesh Od Tikvah» (англ. Our Hope Endures, рус. Наша надежда превозмогает), для которой Д’ор написал музыку и стихи, для CD-альбома Yesh Od Tikvah/You’ve Got a Friend. Диск, выпущенный Hed Arzi в 2002 году, помогал израильским жертвам террора, со всеми доходами, идущими в «НАТАЛ»: «Израильский Травматологический центр для жертв террора и войны».
В 2002 году он был номинирован на премию «Тамуз» в номинации «Лучший мужчина-артист Израиля» наряду с Давидом Д’Ором, Шломи Шабатом, Ювалем Габаем и Иегудой Поликером, но проиграл Д’Ору.
Духин исполнил дуэтом с Д’Ором вышедшую на CD-альбоме Д’Ора песню «Кмо ха-руах» («Как ветер»), вышедшую 27 марта 2006 года.
В 2009 году Духин выпустил детский альбом «Друзья Аркаши».

## Кулинарная и медийная карьера
В 2004 году Духин открыл ресторан на ул. Фришман (ул. Фришман (иврит)) в Тель-Авиве, который закрыл через год. Он вёл на израильском русскоязычном телеканале кулинарное шоу, в котором приглашал израильских певцов.